# Palla di neve
Pour plus de détails, voir Fiche technique et Distribution.
Palla di neve est une comédie d'aventures italienne réalisée par Maurizio Nichetti et sortie en 1995. Librement inspiré du roman Palla di Neve, fuga per la libertà d'Emilio Nessi, il raconte l'histoire d'un béluga blanc et se déroule sur l'île de Santorin, en Grèce.

## Synopsis
Le commissaire Billy Bolla, un acteur employé comme animateur sur un bateau de croisière, se lie d'amitié avec Theo, un enfant en vacances avec sa mère, qui se montre hautaine et surprotectrice à son égard. Le voyage sur le bateau est la dernière mission de Billy avant sa retraite et, afin de sécuriser le livre dans lequel ses contributions sont consignées, il le cache dans une bouteille, qui tombe cependant dans la mer et se fait avaler par un béluga blanc, que Theo surnomme Palla di neve (litt. « Boule de neige »). Le cétacé suit le navire pour trouver de la nourriture. Il vient en fait de s'échapper de l'aquarium appartenant à Marcov, un marchand d'armes cruel et impitoyable de l'île de Santorin qui porte une prothèse métallique de haute technologie à une jambe, pour qui la mère de Théo travaille comme serveuse.
Le navire fait escale à Santorin, où Boule de neige s'est rapidement liée d'amitié avec les enfants de l'île, et Billy tente par tous les moyens de récupérer son livret. Ils logent dans un bateau loué par Sidik, le seul opérateur touristique de l'île. Un soir, il reçoit la visite de Marcov, qui l'engage comme appât humain pour capturer le béluga. Le piège fonctionne et le béluga est enfermé dans une cage et renvoyé à l'aquarium. Découvrant ce qui s'est passé, Billy décide de sauver l'animal avec Théo. Le garçon obtient les clefs de l'aquarium de sa mère et les deux compagnons volent un bus appartenant à Sidik, le modifient en enlevant son toit pour pouvoir le remplir d'eau, et y chargent le béluga. L'opération réussit dans un premier temps, mais les deux compagnons sont ensuite capturés par les hommes de Marcov, qui les emprisonnent. Heureusement, ils se font bientôt libérer par Elena, le dresseur du béluga. Elle a décidé de se rebeller contre Marcov, qui a l'intention d'utiliser l'animal pour commettre un attentat, en lui fixant un engin explosif et en l'envoyant contre un bateau de croisière ; il espère ainsi déclencher une guerre qui lui permettrait de s'enrichir en vendant des armes aux différents pays concernés.
Avec l'aide d'Elena, poursuivis par Marcov, Billy et Theo rejoignent Boule de neige dans un hors-bord, parviennent à enlever la bombe et la lancent sur le hors-bord de Marcov, le faisant exploser.
À ce moment-là, le bateau dans lequel Billy était arrivé est sur le point de repartir. Après avoir donné sa péniche à Théo et à sa mère, Billy s'embarque pour retourner en Italie. Les enfants de l'île le supplient de rester, mais Boule de neige arrive et lui lance la bouteille avec son livre de contributions, qui frappe Billy à la tête, ce qui le fait s'évanouir et tomber dans la mer ; il est repêché par les habitants de l'île et il décide ensuite de rester et de vivre à Santorin avec eux et Boule de neige.

## Fiche technique
- Titre original italien : Palla di neve[1],[2],[3],[4]
- Réalisateur : Maurizio Nichetti
- Scénario : Emilio Nessi (it), Gianni Romoli, Stefano Sudriè, Maurizio Nichetti, Ciro Ippolito
- Photographie : Cristiano Pogany
- Montage : Rita Rossi
- Musique : Carlo Siliotto
- Effets spéciaux : Jason McCameron
- Décors : Lorenzo Baraldi (it)
- Production : Ciro Ippolito, Fulvio Lucisano
- Sociétés de production : Eurolux Produzione, Italian International Film, RAI-Radiotelevisione Italiana (Rete 1)
- Pays de production :  Italie
- Langue originale : italien
- Format : Couleur
- Durée : 95 minutes
- Genre : Film d'aventures
- Dates de sortie :
  - Italie : 22 décembre 1995

## Distribution
- Paolo Villaggio : Billy Bolla
- Fabiano Vagnarelli : Théo
- Alessandro Haber : Marcov
- Leo Gullotta : Sidik
- Monica Bellucci : Melina
- Anna Falchi : Elena
- Luis Molteni : le gardien
- Federico Pacifici (it) :
- Angelo Orlando : l'agent de Billy Bolla
- Xiao Dong Mei : la maîtresse de Marcov
- Osvaldo Salvi : Lungo
- Néstor Garay :
- Enrico Grazioli :
- Roberto Della Casa : le serveur de Marcov
- Maurizio Nichetti : marin